# Bahía de Santa Ana
Bahía de Santa Ana (en neerlandés: Sint Annabaai) es un canal profundo de aproximadamente una milla de largo y hasta 1000 pies de ancho situado en la isla caribeña de Curazao entre las dos partes de la ciudad de Willemstad. La bahía se abre hacia el mar Caribe en el extremo sur, y en la laguna Schottegat hacia al norte .